# Класифікація фітоценозів дедуктивна
Класифікація фітоценозів дедуктивна — класифікація, яка здійснюється ділильним шляхом «зверху» (від загального до конкретного). Ділильною процедурою в основному є і геоботанічне районування. Як правило, дедукція в класифікації використовується паралельно з індукцією. Наприклад, у методі фітоценологічних таблиць групи видів, що індуктивно виділяються, дозволяють потім дедуктивно розбивати сукупність описів; аналогічно в «Блок-методі» індуктивність кластерного аналізу при виділенні класифікаційних груп видів доповнюється дедуктивною процедурою поділу описів за формулами групових індексів (див. також: метод В. Вільямса і Д. Ламберта, метод Л. Гудолі, метод нодального аналізу).